# Papilio hermeli
Papilio hermeli är en fjärilsart som beskrevs av Justin Nuyda 1992. Papilio hermeli ingår i släktet Papilio och familjen riddarfjärilar. Inga underarter finns listade i Catalogue of Life.